# 和栗あきら
和栗 あきら（わぐり あきら、1965年 - ）はフリーのゲームデザイナー、ライター。元ORGスタッフ。主に読者参加企画、ボードゲーム、テーブルトークRPGのデザインを手がける。父は元あさひ銀行副頭取の和栗俊介。

## 主な作品

### 読者参加企画
- 英雄学院イクセス（ホビージャパン・ゲームぎゃざ連載）
- 機動戦士ガンダム G-STRATEGY（ホビージャパン・ゲームぎゃざ連載）
- MSVS（ホビージャパン・ゲームぎゃざ連載）
- ガンダム新一年戦争史（ホビージャパン・ゲームぎゃざ連載）
- Ru/Li/Lu/Ra～歌姫は紡ぐ、救いの歌を（ホビージャパン・ゲームぎゃざ連載）
- ガンダム0079：戦士達の鎮魂歌（ホビージャパン・RPGマガジン連載）
- ダブルムーン伝説（角川書店・マル勝スーパーファミコン連載）
- 聖獣魔伝ビースト&ブレイド（メディアワークス・電撃スーパーファミコン連載）
- ルーン・クエスターズ（ホビージャパン・RPGマガジン連載）

### テーブルトークRPG
- とらぶるエイリアンず（ホビージャパン）
- TRPGスーパーセッション大饗宴（エンターブレイン）
- 学園ぱらだいす（ツクダホビー）
- 機動戦士ガンダムRPG（ホビージャパン）
- ロールプレイングゲーム 幻奏戦記Ru/Li/Lu/Ra（ホビージャパン）
- ジェイドキングダム（アスキー）
- エヴァンゲリオンRPG（角川書店）
- まじかるランドRPG（大日本絵画、アートボックス）
- ワープス・シリーズ（ツクダホビー）

### ボードゲーム
- 戦国ふぁいと（ツクダホビー）
- 魔法帝国の興亡、Rise and Fall of Magical empire（エポック社）

### コンシューマーゲーム
- チェイスチェイス（エニックス）
- デジモンワールド2（バンダイ）